# الدوري الإيراني الدرجة الثانية 1976-77
الدوري الإيراني الدرجة الثانية 1976-77 هو موسم من الدوري الإيراني الدرجة الثانية. فاز فيه نادي راه آهن.